# Kyle Brown
Ne doit pas être confondu avec Kyle Brown (rugby à sept).
 Kyle Brown est un footballeur américain né le 10 août 1983 à Tulsa, OK, États-Unis.

## Carrière
- 2003 :  Spurs du Texas
- 2004 :  Rapids Reserve de Boulder
- 2005 :  Fire Premier de Chicago
- 2006 :  Revolution de la Nouvelle-Angleterre
- 2007 :  Real Salt Lake
- 2008 :  Dynamo de Houston